# Спортски маркетинг
Спортски маркетинг се може дефинисати као пословна оријентација која се бави садашњим и потенцијалним купцима (посетиоцима, претплатницима спортских канала, оглашивачима, медијима, спонзорима, посредницима и др.) заинтересованим за понуду спортских организација, као и за спорт везаних производа и услуга, у намери да се остваре њихови дугорочни циљеви.
По Малину, Хардију и Сатону, спортски маркетинг чине све активности дизајниране да се задовоље потребе и жеље спортских потрошача кроз процес размене.
Два правца развоја спортског маркетинга су маркетинг спортских организација (под којим Најџел Поуп подразумева маркетинг спортских манифестација или догађаја) и маркетинг за спорт везаних производа и услуга.

## Маркетинг
Маркетинг традиционално представља збир активности које су употребљене у циљу усмјеравања токова производа и услуга од произвођача према потрошачу (кориснику, купцу, клијенту).
Маркетинг се може представити кроз процес од четири корака, који почиње анализом и дефинисањем „универзума“ потенцијалних корисника или купаца. После прве фазе маркетиншког процеса слиједи процес скретања пажње (ен: Attention, Awareness) корисника који су спремни на куповину, из „универзума“ циљане популације. У трећој фази системски се утиче на потенцијалне кориснике да се заинтересују и прихвате постојеће концепте или понуде, које су креиране на основу маркетиншких активности организације. Коначно, успјех претходне три фазе требало би да доведе до преласка потенцијалних купаца у „праве“ купце путем активности које се спроводе да би потенцијални корисници обавили жељену акцију - куповина, позив, скидање докумената, претплата, чланство, продаја, итд.
Представљени процес од четири корака (ПИЖА - пажња, интересовање, жеља, акција; ен: AIDA - Attention, Interest, Desire, Action), који се обично односи на почетак маркетиншког процеса за неки производ, услугу, или организацију. Већина актуелних маркетиншких процеса у организацијама односи се на задатак задржавања сталних клијената кроз активности креирања односа с клијентима, побољшање корисничког сервиса, боље представљање предности производа и услуга, итд.

## Спорт
Спортом  се називају такмичења која су најчешће у сфери физичких активности, али постоје и спортови који нису везани за физичку активност, као на пример шах. Неки од разлога за бављењем спортом могу бити разонода, развијање тела, побољшање способности, такмичарски дух, као и финансијска добит. Обично је такмичење или игра између две стране, од којих свака покушава да премаши другу. Неки спортови дозвољавају нерешену игру; други обезбеђују методе за решавање нерешених исхода, како би осигурао један победник и један губитник. Већи број таквих такмичења са два исхода може бити организовано на турниру, чиме се производи шампион. Многе спортске лиге имају годишњег шампиона, који се одређује уређивањем игара у редовној спортској сезони, чему у неким случајевима следи финална игра. Постоје стотине спортова, почевши од оних између појединачних такмичара, до оних са стотинама истовремених учесника, било у тиму или који се такмиче као појединци. У појединим спортовима као што су трке, велики број такмичара се може такмичити, сваки против свих других, са једним победником.
Спорт је генерално сматра системом активности који се заснива на физичком атлетицизму или физичкој спретности. Велика спортска такмичењима као што су Олимпијске игре признају само спортске сусрете који задовољавају ову дефиницију. Низ других организација, као што је Савет Европе користе дефиниције којима се искључују активности без физичког елемента из класификације спорта. Међутим, бројне компетитивне али нефизичке активности захтевају признавање као душевни спортови. Међународни олимпијски комитет (кроз ARISF) признаје шах и бриџ као bona fide спортове, а SportAccord, међународна асоцијација спортских федерација, препознаје пет нефизичких спортова: бриџ, шах, даму, го и кинески шах, и ограничава број душевних игара које се могу признати као спорт.
Спортови обично се регулишу скупом правила или обичаја, који служе за осигурање поштене конкуренције и омогућавају конзистентно одлучивање о победнику. Победа може бити одређена физичким догађајима као што су бодовање голова или првим преласком линије. Такође може бити одређена помоћу судија који бодују елементе спортске перформансе, укључујући објективне или субјективне мере као што су технички учинак или уметнички утисак.
Обично се чувају записи о перформансама, а за популарне спортове, ове информације могу бити на широко објављиване или описане у спортским вестима. Спорт је такође значајан извор забаве за неучеснике, при чему гледалачки спорт привлачи велике гомиле на спортске стадионе и дворане, а шира публика се досеже путем емитовања спортских догађаја. Спортско клађење је у неким случајевима строго регулисано, и у појединим случајевима је од централног значаја за спорт.
Према А.Т. Кернију, консултантској кући, глобална спортска индустрија је вредела 620 милијарди долара од 2013. године. Најдоступнији и највише практиковани спорт на свету је трчање, док је фудбал најпопуларнији навијачки спорт.
Спорт је подручје људског дјеловања у оквиру којег маркетинг заузима значајно мјесто јер су спортски догађаји масовне медијске манифестације највишег ранга ( Свјетска првенства, Олимпијске игре..). Број гледалаца који посредством телевизије прате спортске догађаје достиже милионске бројке, тако да спортски догађаји постају све виша комуникација између самих актера и огромне масе навијача, тј. потрошача. Ова чињеница омогућава успостављање бројних релација психолошког, социолошког, а нарочито маркетиншког карактера.

## Маркетинг спортских организација
Предуслов за одржавање неке манифестације јесте постојање извођача, места одржавања, публике и временског ограничења. Спортске манифестације се могу дефинисати као такмичење или секвенца у неком спортском програму. Оно што спортски маркетинг разликује од других области маркетинга јесте комплексност спортске понуде и висок степен неизвесности исхода спортских надметања, као и то што маркетинг стручњаци на подручју спорта немају пуну контролу над креирањем спортске понуде. Маркетинг стручњаци у спортским организацијама имају ограничену контролу над спортским маркетинг микс програмом.

## Маркетинг за спорт везаних производа и услуга
Маркетинг за спорт везаних производа је маркетинг производа као што су спортска опрема, спортска одећа, спортска обућа, спортски сувенири, спортски реквизити. Спортске услуге представљају део понуде спортско-рекреативних организација на спортском тржишту и углавном се наплаћују по часу вежбања.

## Настанак и хронологија развоја спортског маркетинга
Први пример модерног маркетинг спонзорства забележен је 1861. године када су фирме Спирс и Паунд у Мелбурну спонзорисале такмичење у крикету и оствариле профит од 11.000 аустралијских фунти.
Године 1896. промоција је укључена у званични програм Олимпијских игара.
Године 1928. Кока-кола је купила права на промоцију на Олимпијским играма.
Године 1935. компанија Gilette била је спонзор радио преноса бокс меча.
Средином XX века, проналазак телевизије и могућност преноса слике са спортских борилишта, као и савремене телекомуникационе технологије имају револуционарни значај за развој спорта.
Године 1960. ТВ мрежа CBS је откупила од Међународног олимпијског комитета право преноса Олимпијских игара у Риму за износ од 390.000 долара.
Почетком 1970-их знатно је повећано интересовање компанија спонзора за оглашавање на спортским борилиштима.

## Спорт и новац
Веза између спорта и економије није никада озбиљно довеедена у питање мада се карактер те везе мијењао. Данас романтичарски звучи слоган да је новац нешто недостојно и прљаво, што разара здраво и племенито ткиво спорта. Раније се жељело представити да су свет новца и свијет спорта суште супротности. Крај 20. Вијека означио је дефинитивно здруживање спорта и новца. 
Данас је спорт постао „златни кавез“ бизниса. Прожет новцем, понекад се срозава до моралног банкрота. Спорт тако постаје уносан посао који појединцима, клубовима, фирмама доноси огромну добит. Бизнис све више постаје начин живота и стил понашања. Процес култивисања бизниса у спорту се одвија убрзано, јер је видљива атрактивност спорта која постаје све више примјеран живот савременог човјека.
Спорт се све више удружује са онима који немају публицитет, али имају одговарајућу финансијску моћ. Он постаје извор огромних прихода, а спортисти савремени гладијатори у служби бизниса. Модерни мото спорта, као тржишне активности, јесте да инвестирани новац треба вратити и зарадити на њему.

## Развој маркетинга у спорту
Ширењем маркетинга 70их година у непрофитним организацијама, изникли су и маркетинг проблеми, који су рјешавани углавном општим маркетиншким принципима. У спортским организацијама свакодневно су присутни проблеми недостатка финансијских средстава, који не дају могућност или чак лимитирају спровођење спортских активности. У савременом врхунском спорту маркетинг игра веома важну улогу, једноставно зато што захваљујући маркетингу спорт добија могућност привлачења значајних средстава, неопходних за његово функционисање. У исто вријеме за оне организације и спортисте који имају врхунске спортске резултате али и одговарајућу менаџментско- маркетиншку стратегију помоћу које могу да комерцијално искористе, маркетинг представља допунску могућност та стварање врло високог профита. У савременом спорту маркетинг чини најважнију радну функцију било које спортске организације.

## Мисија маркетинга у спорту
Друштвени значај спорта произилази из природне потребе људи за спортским активностима, у којима се они усмјеравају ка савршенству духа и тијела. Спортски интереси играју веома важну комуникацијску улогу у друштву, политичкој, и што је важно за маркетинг у спорту економској сфери човјекових дјелатности. Други, не мање важни интереси спорта леже у сфери радне дјелатности јер за многе, спорт је професија. У значајној мјери савремени спорт представља успјешан и задовољавајући бизнис за многе. Он је увијек предмет интереса најшире јавности, и изложен је непрестаном фокусирањусредстава масовног информисања.
Мисија маркетинга у спорту налази се у константном прибављању фондова и тражењу финансијске подршке за реализацију сопствених спортских програма. Са једне стране профит и његово умножавање, ради остваривања спортског развоја, је један од важних момената увођења маркетинг стратегије у спорт, на путу остваривања главног циља: достизања оптималних спортских резултата а самим тим и усавршавања одговарајућих човјекових квалитета.

## Маркетинг у спортској организацији
Дјеловање спортске организације у области маркетинга концентрише се око проблема и појава на тржишту. Садржај тог дјеловања јесте стварање корисних ефеката за купце добара и кориснике услуга у погледу облика, мјеста, времена и посједовања. Једна упроштена дефиниција маркетинга каже да је то укупност свих активности у вези са политиком продаје, са циљем стварања, очувања или ширења тржишта. Маркетинг је од стране Америчког удружења за маркетинг дефинисан као обављање пословних активности које усмјеравају ток добара и услуга од произвођача до потрошача или корисника.
Није довољно само да се произведе материјално добро или припреми нематеријална услуга. Производ мора да се транспонује, лагерује, да му се утврди цијена, да се рекламира и прода крајњем купцу. Наведене дефиниције обухватају ужи садржај појма маркетинга. Треба такође имати у виду широки смисао маркетинга као пословне филозофије која у маркетингу налази кључ за постизање циљева организације, који се састоји у одређивању потреба и жеља циљних тржишта и у њиховом успјешнијем и дјелотворнијем задовољењу у поређењу са конкуренцијом. У суштини, концепција маркетинга је оријентација организације на потребе и жеље купца, она тежи његовом задовољавању као свом главном циљу.

## План маркетинга спортске организације
Спортска организација може успјешно да оствари своју маркетиншку функцију ако припреми и систематски спроводи маркетиншки план. Овим планом се доводе у везу циљеви организације са расположивим средствима и обезбјеђује одговорност менаџера за маркетинг. У наставку је приказан нацрт типичног плана маркетинга спортске организације.

## План маркетинга
1. Смјернице маркетиншког пројекта
  1. Визија(главне црте маркетиншке филозофије)
  2. Циљеви(Прецизна, бројчано изражена, формулација спортских и пословних циљева)
2. Тржишне мете
  1. Дефиниција и сегментација тржишта(на које сегменте се концентрише маркетиншки напор)
  2. Стратегија сегментације тржишта(фокусирање на специфичне сегменте тржишта за које се спортска организација специјализује)
  3. Тржишна мета
    1. Потребе и захтјеви(шта је најважнија опција циљних корисника)
    2. Канали дистрибуције(мрежа школа, спортских објеката, спортске приредбе)
    3. Снаге конкуренције(комерцијално орјентисана конкуренција)
    4. Комуникација
    5. Кључеви успјеха
3. Стратегија маркетиншког плана(стварање имиџа успјешне и продуктивне фирме)
  1. Први циљ(комплетна услуга и подршка развоја циљне популације)
  2. Други циљ(стабилни пословни односи са кооперантима, спонзорима...)
4. Сажетак плана трошкова (пројекција износа и структуре укупног прихода и удјела маркетиншки заснованих програма у одређеном временском периоду)
5. Прогноза продаје
6. Мјерења и поређења(преглед  динамике укупног прихода и тршкова)
7. Организација маркетинга
8. Критички аспекти(шта су ограничења и могуће критичке тачке у реализацији плана маркетинга).

## PR у спорту
Public Relations (PR) за спортску организацију представља један од најзначајнијих метода промоције цијеле организације или њених производа и услуга. Спорт има веома много обиљежја јавне дјелатности и у том смислу обавезан је да у односима са јавношћу издржи и позитивне и негативне одзиве јавног аудиторијума, представљене обично кроз средства масовног информисања. Спортски субјекти користе предметну методу, најчешће за побољшање имиџа.
У директном преводу са енглеског овај термин означава односе, везе са јавношћу. PR је усмјерен ка формирању позитивног мишљења јавног мњења о неком субјекту.